# Oligoclada borrori
Oligoclada borrori är en trollsländeart som beskrevs av Santos 1945. Oligoclada borrori ingår i släktet Oligoclada och familjen segeltrollsländor. Inga underarter finns listade i Catalogue of Life.